# Algemeen Boerensyndicaat
Het Algemeen Boerensyndicaat (ABS) is een Belgische belangenvereniging voor boeren, actief in Vlaanderen met hoofdzetel in Roeselare. Het ABS is nauw verbonden met het Nationaal Agrarisch Centrum (NAC), eveneens gevestigd in Roeselare en verleent via haar Adviesbureau (AABS) bedrijfseconomisch, milieu-, fiscaal- en juridisch advies aan land- en tuinbouwers.

## Geschiedenis
Op 11 november 1962 werd het Algemeen Boerensyndicaat (ABS vzw) opgericht als onafhankelijk syndicaat voor land- en tuinbouwers. Het ABS ontstond als drukkingsgroep ter verdediging van de familiale landbouwbedrijven en groeide uit tot erkende landbouworganisatie. Het is de grootste belangenvereniging van Vlaanderen na de Boerenbond. In de jaren 90 werden gesprekken aangeknoopt met het Boerenfront (BF) die leidden tot een (formele) fusie. Officieel bleef het Boerenfront echter bestaan en behield ze haar eigen werking.
Het ABS onderhoudt nauwe banden met de Fédération wallonne de l'agriculture (FWA), de grootste vertegenwoordiger van de landbouwsector in Wallonië die de Waalse poot van de Boerenbond opslokte. Zowel ABS als het Waalse FWA hebben een gepriviligieerde band met de bank Crelan, als opvolger van het vroegere Landbouwkrediet. Beide instellingen hebben vertegenwoordigers in de raad van bestuur van de financiële instelling.
Het ABS profileert zich als onafhankelijk en politiek neutraal, maar kantte zich wel tegen het eerste mestactieplan (1993-1995), de nationale parken in Vlaanderen (2023), het Stikstofakkoord (2024) als de Europese Natuurherstelwet (2024).

## Structuur

### Bestuur
Huidig voorzitter is Hendrik Vandamme, landbouwer (akkerbouw) uit Oostende en ook voorzitter van de Strategische Adviesraad voor Landbouw en Visserij die de Vlaamse Regering en het Vlaams Parlement adviseert.
Ondervoorzitters van het ABS zijn Paul Cerpentier (varkenshouder) uit Kemzeke, deelgemeente van Stekene, en Koen De Busschop (aspergekweker) uit Bilzen.
Huidig algemeen secretaris is Guy Depraetere (bio-boer) uit Lierde en directeur Eric Claeys staat in voor de dagelijkse leiding.

### Bestuurders
| Voorzitter          | Periode      |
| ------------------- | ------------ |
| Basiel Ferket       | 1962 - 1966  |
| Willy Persyn        | 1966 - 1968  |
| Frans Van Ransbeeck | 1968 - 1971  |
| René Stockman       | 1971 - 1974  |
| Valère Quaghebeur   | 1974 - 1986  |
| Kamiel Adriaens     | 1987 - 2009  |
| Hendrik Vandamme    | 2009 - heden |